# Solt (Hongarije)
Solt (Duits: Scholt) is een plaats (város) en gemeente in het Hongaarse comitaat Bács-Kiskun. Solt telt 7163 inwoners (2005).

## Geboren
- Árpád Weisz (1896-1944), voetballer